# 陈湖
陈湖是一个位于中国湖北省武汉市的湖泊，面积约为7.5平方千米。